# Footballers' Wives
Footballers' Wives, fue una serie de televisión británica, transmitida del 8 de enero de 2002 hasta el 14 de abril de 2006 por la cadena ITV. 
La serie fue creada por Maureen Chadwick y Ann McManus, y contó con la participación invitada de actores como David Schofield, Joan Collins, Mark Gatiss, Francis Magee, David Robb, Nicholas Pinnock, Tom Wu, Bill Ward, James Doherty, Peter Andre, Mark Noble, Kent Riley, entre otros...
La serie se centró en el club ficticio "Earls Park F.C." de la Liga de Fútbol de la Premier, en sus jugadores y sus esposas. 
En mayo de 2006, Shed Productions y ITV anunciaron que la serie no tendría una sexta temporada y que había sido cancelada debido al bajo índice de audiencia.

## Historia
La historia se centraba en un club de fútbol imaginario, el Earls Park Football Club, apodado "Sparks", así como en sus jugadores y sus vidas dentro y fuera del campo.

## Personajes

### Personajes principales
| Actor              | Personaje               | Ocupación                                                  | No. de Episodios | Duración    |
| ------------------ | ----------------------- | ---------------------------------------------------------- | ---------------- | ----------- |
| Gillian Taylforth  | Jackie Pascoe-Webb      | Madre de Kyle                                              | 38               | 2002 - 2006 |
| Zöe Lucker         | Tanya Turner            | -                                                          | 35               | 2002 - 2006 |
| Alison Newman      | Hazel Bailey            | Agente de Deportes / expresidenta del Club "Earl's Park"   | 28               | 2002 - 2005 |
| Gary Lucy          | Kyle Pascoe             | Jugador de los "Earls Park" / Delantero                    | 25               | 2002 - 2004 |
| Jesse Birdsall     | Roger Webb              | Gerente de los "Earls Park" / ex-Jugador de Fútbol         | 24               | 2004 - 2006 |
| Laila Rouass       | Amber Gates             | Actriz                                                     | 23               | 2004 - 2006 |
| Sarah Barrand      | Shannon Donnelly-Lawson | Estilista                                                  | 23               | 2004 - 2006 |
| John Forgeham      | Frank Laslett           | Empresario / expresidente de los "Earls Park"              | 21               | 2002 - 2004 |
| Peter Ash          | Darius Fry              | Jugador de los "Earl's Park"                               | 21               | 2003 - 2006 |
| Ben Price          | Conrad Gates            | Jugador de los "Earls Park" / Capitán                      | 20               | 2004 - 2006 |
| Susie Amy          | Chardonnay Lane-Pascoe  | Presentadora de Televisión / ex-Modelo                     | 17               | 2002 - 2004 |
| Ben Richards       | Bruno Milligan          | Jugador de los "Earls Park"                                | 17               | 2005 - 2006 |
| Helen Latham       | Lucy Milligan           | Esposa de Bruno                                            | 17               | 2005 - 2006 |
| Cristian Solimeno  | Jason Turner            | Jugador de los "Earl's Park"                               | 16               | 2002 - 2003 |
| Jamie Davis        | Harley Lawson           | Jugador de los "Earls Park"                                | 16               | 2004 - 2005 |
| Daniel Schutzmann  | Salvatore "Sal" Biagi   | Jugador de los "Earl's Park" / Centrocampista              | 16               | 2002 - 2003 |
| Philip Bretherton  | Stefan Hauser           | Gerente de los "Earl's Park"                               | 16               | 2002 - 2003 |
| Marcel McCalla     | Noah Alexander          | Jugador de los "Earls Park"                                | 14               | 2004 - 2005 |
| Katharine Monaghan | Donna Walmsley          | Esposa de Ian                                              | 12               | 2002 - 2003 |
| Nathan Constance   | Ian Walmsley            | Jugador de los "Earl's Park"                               | 12               | 2002 - 2003 |
| Charles Venn       | Tremaine "Tre" Gidigbi  | Jugador de los "Earls Park" / Centrocampista               | 8                | 2006        |
| Phina Oruche       | Liberty Baker           | Modelo Internacional                                       | 8                | 2006        |
| Craig Gallivan     | Callum Watson           | Jugador de los "Earls Park"                                | 7                | 2006        |
| Tom Swire          | Sebastian "Seb" Webb    | Jugador de los "Earls Park"                                | 6                | 2005        |
| Angela Ridgeon     | Trisha Watson           | Madre de Callum                                            | 6                | 2006        |
| Nicholas Ball      | Garry Ryan              | Presidente de los "Earls Park" / ex-Vocalista de "Bedrock" | 6                | 2006        |
| Lucia Giannecchini | Urszula Rose            | Asistente Personal                                         | 5                | 2006        |
| Jay Rodan          | Paulo Bardosa           | Jugador de los "Earls Park"                                | 4                | 2006        |

### Personajes recurrentes
| Actor             | Personaje                  | Ocupación                     | No. de Episodios | Duración          |
| ----------------- | -------------------------- | ----------------------------- | ---------------- | ----------------- |
| Chad Shepherd     | Ron Bateman                | -                             | 27               | 2002 - 2006       |
| Julie Legrand     | Janette Dunkley            | Enfermera                     | 10               | 2002 - 2003, 2005 |
| Lee-Anne Baker    | Lara Bateman               | -                             | 10               | 2002 - 2003       |
| Micaiah Dring     | Marie Minshull             | Hermana de Donna              | 7                | 2002              |
| Caroline Chikezie | Elaine Hardy               | Fisioterapeuta / ex-Velocista | 7                | 2005              |
| Camilla Beeput    | Bethany Mortimer           | -                             | 5                | 2005              |
| Jessica Brooks    | Frederica "Freddie" Hauser | Hija de Stefan                | 4                | 2003              |
| Elaine Glover     | Katie Jones                | Cadette                       | 5                | 2005              |
| Paula Wilcox      | Marguerite Laslett         | -                             | 3                | 2002              |
| Joan Collins      | Eva de Wolffe              | Editora de Revista            | 2                | 2006              |

## Episodios
- La primera temporada de la serie fue transmitida del 8 de enero de 2002 hasta el 26 de febrero de 2002 y contó con 8 episodios.
- La segunda temporada fue transmitida del 8 de enero de 2002 hasta el 26 de febrero de 2003 y también contó con 8 episodios.
- La tercera temporada de la serie fue transmitida del 11 de febrero de 2004 hasta el 7 de abril del mismo año y contó con 9 episodios.
- La cuarta temporada fue transmitida del 31 de marzo de 2005 hasta el 26 de mayo de 2005 y estuvo conformada por 9 episodios.
- Finalmente la quinta y última temporada de la serie fue transmitida del 23 de febrero de 2006 hasta el 13 de abril del mismo año y contó con 8 episodios.

## Localizaciones
Al inicio de la serie, los partidos del equipo "Earls Park Football Club's" se jugaban en el Selhurst Park, que es el estadio de un club de fútbol real, el Crystal Palace Football Club). A partir de la tercera temporada en adelante, las escenas de los estadios fueron filmadas en el White Hart Lane.

## Premios y nominaciones
| Año  | Categoría            | Premio                    | Nominado           | Resultado |
| ---- | -------------------- | ------------------------- | ------------------ | --------- |
| 2005 | Best Loved Drama     | TV Quick Award            | Footballers' Wives | Ganó      |
| 2005 | Best Actress         | TV Quick Award            | Zöe Lucker         | Nominada  |
| 2004 | Best Actress         | TV Quick Award            | Zöe Lucker         | Ganó      |
| 2004 | Most Popular Actress | National Television Award | Zöe Lucker         | Nominada  |
| 2004 | Most Popular Drama   | National Television Award | Footballers' Wives | Nominado  |

## Producción
La serie fue creada por Maureen Chadwick y Ann McManus, contó con la participación de los productores Liz Lake, Claire Phillips, Sean O'Connor y Cameron Roach, así como del productor ejecutivo Brian Park.
La serie comenzó con un enfoque multilateral con una variedad de diferentes tipos de relaciones, sin embargo a partir de la tercera temporada de la serie se centró más en el complejo triángulo amoroso entre Amber Gates, Conrad Gates y Tanya Turner.
El 11 de enero del 2007 la cadena "Five Life", compró los derechos para transmitir toda la serie, la primera temporada comenzó a transmitirse el 7 de marzo del mismo año a las 9:00pm. Poco después la serie fue adquirida por la cadena ITV, por lo que Five comenzó a transmitir episodios de la segunda temporada.
En junio del 2010 la serie comenzó a transmitirse por el canal CBS Drama y fue seguido por una gran campaña de marketing.

### Spin-offs

#### Footballers' Wives TV
Fue un spin-off de la serie de televisión "Footballers' Wives" centrado en la comedia, estrenada para que saliera junto a la cuarta temporada de la serie "Footballers Wives", la serie se transmitía los jueves a las 10:30pm por medio del canal ITV2 y sólo duró una temporada conformada por 8 episodios.
La serie estuvo basada libremente en el libro "How to be a Footballers Wife" y se centró en un programa de entrevistas presentado por Lorna Miller (Katherine Jakeways) y Gary Fox (Glenn Hugill) ,varios personajes de la serie original aparecieron en las entrevistas al igual que en parodias.

#### Footballers' Wives: Extra Time
Con el éxito de la serie se creó un spin-off el cual fue titulado "Footballers' Wives: Extra Time", el cual fue estrenado el 26 de mayo de 2005 por medio de ITV2. La serie tuvo a varios personajes entre ellos a Bruno y Lucy Milligan, Seb Webb, Harley y Shannon Lawson, Katie Jones y Amber Gates.
La primera temporada presentó a la hermana de Tanya Turner, Anika Beevor. La segunda temporada comenzó a transmitirse el 23 de febrero de 2006 y presentó a Peter Ash como Darius Fry y a Julie Legrand como Janette Dunkley de la serie original como personajes principales.
El actor Nicholas Ball quien interpretó a Garry Ryan pasó a la serie original durante la quinta temporada donde interpretó al nuevo presidente de Earl's Park Football Club. El productor ejecutivo de la serie fue Cameron Roach, la serie también fue transmitida en los Estados Unidos con el nombre "Footballers' Wives: Overtime".

#### Sport Relief
El sábado 15 de julio de 2006 en el Reino Unido, la BBC realizó un mini-episodio parodia titulado "The Last Ever, Ever Footballers' Wives" como parte de Sport Relief, la cual fue transmitida durante el teletón en vivo. El episodio de 6 minutos contó con la participación de los actores Zöe Lucker, Laila Rouass, Ben Richards, Sarah Barrand y Halacy Kurenski, quienes interpretaron a sus respectivos personajes y a ellos seles unieron el presentador del teletón Graham Norton quien interpretó a Brendan Spunk, el nuevo capitán de los "Sparks".

### Adaptaciones
La cadena de televisión de los Estados Unidos ABC ordenó un episodio piloto para la versión americana de la serie. Los actores Lucy Lawless, Gabrielle Union, Eddie Cibrian, Kiele Sanchez y James Van Der Beek fueron confirmados como los personajes principales, sin embargo la cadena canceló el show debido a "conflictos potenciales con la Liga Nacional de Fútbol".
En 2005 la cadena Alemana RTL intentó recrear el aspecto y la sensación del programa con la serie "Das geheime Leben der Spielerfrauen" (en inglés: "The Secret Life of Footballers' Wives"), los guiones originales fueron reescritos para atraer al público alemán, sin embargo la serie no tuvo éxito y fue cancelada después de transmitir sólo 4 episodios.
En 2007 los Países Bajos lanzaron una serie similar titulada "Voetbalvrouwen", la cual tuvo un gran éxito y en el 2010 la tercera temporada de la serie fue transmitida por medio del canal holandés RTL4.
En Italia la cadena Mediaset presentó su propia versión de la serie titulada " Ho sposato un calciatore", pero está no tuvo éxito y fue cancelada después de una temporada.
A principios de 2008 en Canadá la cadena de televisión CBC Television lanzó la serie "MVP". Mary Young Leckie y Kent Staines los creadores del programa reconocieron que la serie estaba inspirada en la serie "Footballers' Wives", pero que habían decidido crear una serie acerca del hockey sobre hielo en lugar del fútbol.

## Distribución internacional

### Emisión en otros países
| País                | Título                       | Cadenas           | Fecha de Inicio | Fecha de Finalización |
| ------------------- | ---------------------------- | ----------------- | --------------- | --------------------- |
| Alemania            | -                            | RTL               | -               | -                     |
| Australia           | -                            | -                 | -               | -                     |
| Bulgaria            | -                            | -                 | -               | -                     |
| Brasil              | -                            | -                 | -               | -                     |
| Canadá              | -                            | -                 | -               | -                     |
| Colombia            | -                            | -                 | -               | -                     |
| Dinamarca           | -                            | -                 | -               | -                     |
| Eslovenia           | Žene nogometašev             | Kanal A           | -               | -                     |
| Estados Unidos      | Footballers' Wives: Overtime | BBC America       | 2005            | -                     |
| Estonia             | -                            | -                 | -               | -                     |
| Finlandia           | -                            | -                 | -               | -                     |
| Francia             | -                            | -                 | -               | -                     |
| Holanda             | -                            | -                 | -               | -                     |
| Hungría             | -                            | -                 | -               | -                     |
| Irlanda             | -                            | TV3 / UTV         | -               | -                     |
| Islandia            | -                            | -                 | -               | -                     |
| Israel              | -                            | -                 | -               | -                     |
| Latinoamérica       | -                            | Fox Life          | junio de 2007   | -                     |
| Nueva Zelanda       | -                            | -                 | -               | -                     |
| Portugal            | -                            | -                 | -               | -                     |
| Macedonia del Norte | -                            | -                 | -               | -                     |
| Serbia              | -                            | -                 | -               | -                     |
| Singapur            | -                            | BBC Entertainment | -               | -                     |
| Sudáfrica           | -                            | SABC 3            | -               | -                     |
| Turquía             | -                            | e2. e2            | -               | -                     |